# Urpo Sivula
Urpo Sivula est un joueur de volley-ball finlandais né le 15 mars 1988. Il mesure 1,95 m et réceptionneur-attaquant. Il totalise 33 sélections en équipe nationale de Finlande.

## Clubs
| Club                     | Pays     | De        | À         |
| ------------------------ | -------- | --------- | --------- |
| Kuortaneen Urheiluopisto | Finlande | 2004-2005 | 2005-2006 |
| Pielaveden Sampo         | Finlande | 2006-2007 | 2008-2009 |

## Palmarès
- Championnat de Finlande : 2013, 2016
- Coupe de Finlande : 2006, 2007, 2008, 2016
- Championnat d'Allemagne : 2012

## Équipe nationale
Urpo Sivula a disputé son 1er match conte l'Équipe du Portugal de volley-ball  en 2006.